# Герат
Гера́т (дари هرات‎, пушту هرات‎‎ — Херат) — город на северо-западе Афганистана в долине реки Герируд. Третий по величине город страны. Центр провинции Герат.
В древности — важный центр караванной торговли на Великом шёлковом пути. В империи Александра Македонского носил название Александрия Ариана (др.-греч. Ἀλεξάνδρεια ἐν Ἀρίοις, Ἀλεξάνδρια ἐν Ἀρείοις). В нём жили и творили Джами, Мирхонд, Хафизи Абру, Алишер Навои, Кемаледдин Бехзад. В городе сохранились памятники истории и архитектуры мирового значения. Алишер Навои приписывает основание города Искандеру.

## География
Высота над уровнем моря: 925 м.
Районы
- Калай Шаер (Qalae Shaier)

### Климат
| Показатель                    | Янв. | Фев. | Март | Апр. | Май | Июнь | Июль | Авг. | Сен. | Окт. | Нояб. | Дек. | Год |
| ----------------------------- | ---- | ---- | ---- | ---- | --- | ---- | ---- | ---- | ---- | ---- | ----- | ---- | --- |
| Абсолютный максимум, °C       | 24   | 27   | 30   | 36   | 40  | 42   | 44   | 40   | 39   | 35   | 27    | 25   | 44  |
| Средний суточный максимум, °C | 11   | 13   | 18   | 23   | 28  | 34   | 36   | 35   | 31   | 25   | 17    | 11   | 23  |
| Средняя температура, °C       | 4    | 6    | 10   | 15   | 20  | 26   | 28   | 26   | 22   | 15   | 8     | 4    | 15  |
| Средний суточный минимум, °C  | −2   | 0    | 3    | 8    | 13  | 18   | 21   | 18   | 13   | 6    | 0     | −2   | 8   |
| Абсолютный минимум, °C        | −19  | −11  | −13  | −2   | 2   | 10   | 15   | 10   | 2    | −4   | −8    | −22  | −22 |
| Норма осадков, мм             | 30   | 40   | 40   | 50   | 10  | 0    | 0    | 0    | 0    | 0    | 0     | 30   | 220 |
| Источник: Weatherbase         |      |      |      |      |     |      |      |      |      |      |       |      |     |

### Экономика
В Герате действуют более 200 фабрик, в основном фармацевтических, есть производство фотопанелей.

## Демография
Герат — третий по численности населения город Афганистана. Население — 436 300 человек (перепись 2012—2013 годов); население города многонациональное, живут таджики, туркмены, узбеки, хазарейцы и другие национальные меньшинства.

## История
- На месте Герата с 500-x годов до н. э. существовал древний персидский город Артакона или Арейа.
- В 330 году до н. э. Александр Македонский штурмом берёт городскую цитадель. Город становится известен под именем Александрия-Ариана. После смерти Александра Македонского город последовательно входил в состав древних и средневековых государств Центральной Азии. Герат был значительным городом при Сасанидах и в эпоху Арабского халифата.
- При Саманидах Герат — один из главных городов Хорасана. После присоединения территории Афганистана к Персии, кафедра несторианского епископа была учреждена в Герате. Однако несторианская литургия совершалась исключительно на сирийском языке. В VII веке миссионерской деятельностью в Герате занимаются и яковиты[8].
- В 1221 году был взят монгольскими войсками, а затем разрушен почти до основания.
- В 1236 году город вновь восстановлен и заселён.
- В XIII—XIV веках история Герата связана с династией Куртов. В связи с разрушением монголами Мерва и Балха торговые пути из Персии в Индию и Китай шли через Герат.
- В XV веке при Тимуридах Герат достигает наибольшего расцвета. В это время Герат стал крупнейшим торговым, ремесленным и культурным центром региона, имел связи с Индией, Китаем, Россией и другими странами. В этот период город и его пригороды застраиваются великолепными мечетями, дворцами, часть которых сохранилась до наших дней. При Шахрухе Герат стал одним из крупных городов Среднего Востока.
- В 1507 году Герат был взят войском Мухаммеда Шейбани.
- В 1510 году Герат и Хорасан перешли под власть Сефевидов, но войны между династией Шейбанидов и иранскими правителями продолжались до 1597 года. Хорасан потерял своё былое значение и стал окраиной провинцией государства Сефевидов, против которых население города неоднократно поднимало восстания, одно из них завершилось образованием в 1716 году Гератского княжества. В городе провёл всю свою жизнь известный каллиграф XVI века Султан Мухаммад Хандан.
- В 1732 году Герат был захвачен Надир-шахом.
- В 1747 году вошёл в состав Дурранийского государства. Двор наместника Герата состоял из младших братьев и сыновей дурранийских и кызылбашских вельмож[9].
- После распада Дурранийского государства в начале XIX века Герат опять стал независимым.
- Овладеть Гератом стремились Иран, пользовавшийся поддержкой России, и Афганистан, поддерживаемый Великобританией. В 1837 году войска иранского шаха Мохаммеда осадили Герат. Это вызвало резкое недовольство Англии, она потребовала вывода иранских войск с территории Гератского княжества и ввела свой флот в Персидский залив. В марте 1841 года иранские войска были выведены. В 1851 году умер правитель Герата Яр Мохаммед-хан, и за власть в Герате боролись правители соседнего Кандагара, эмир Афганистана, шах Ирана и Англия. В связи с включением Кандагара в состав Афганистана в 1855 году иранские войска снова двинулись к Герату под предлогом защиты его от захвата Афганистаном, это послужило для Англии предлогом для нападения на Иран. Город сильно пострадал от английской артиллерии.
- В 1863 году Герат был окончательно присоединён к Афганистану.
- 15—20 марта 1979 года поднят мятеж в пехотной дивизии, который подготовил командир артиллерийского полка дивизии капитан Туран Исмаил (во время мятежа последовала первая просьба афганского руководства о прямом советском военном вмешательстве). Впервые прозвучали призывы уничтожить всех советских. В числе погибших два советских гражданина: военный советник майор Бизюков Николай Яковлевич (первый советский военнослужащий из погибших в Афганистане) был растерзан толпой, в начале погрома домов советских граждан был жестоко убит Богданов Юрий Борисович. Мятеж был подавлен правительственными войсками.

## Достопримечательности

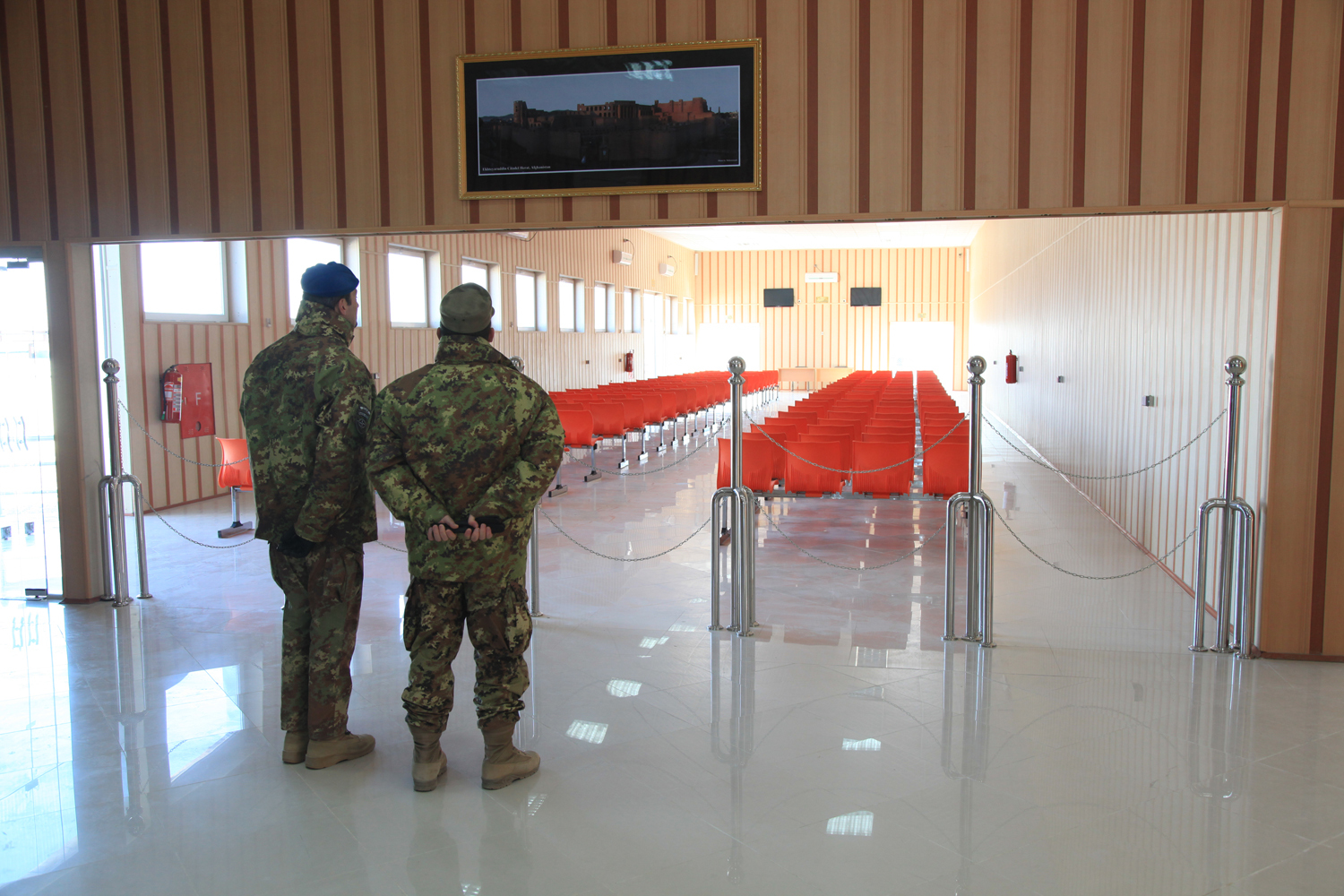
Аэропорт
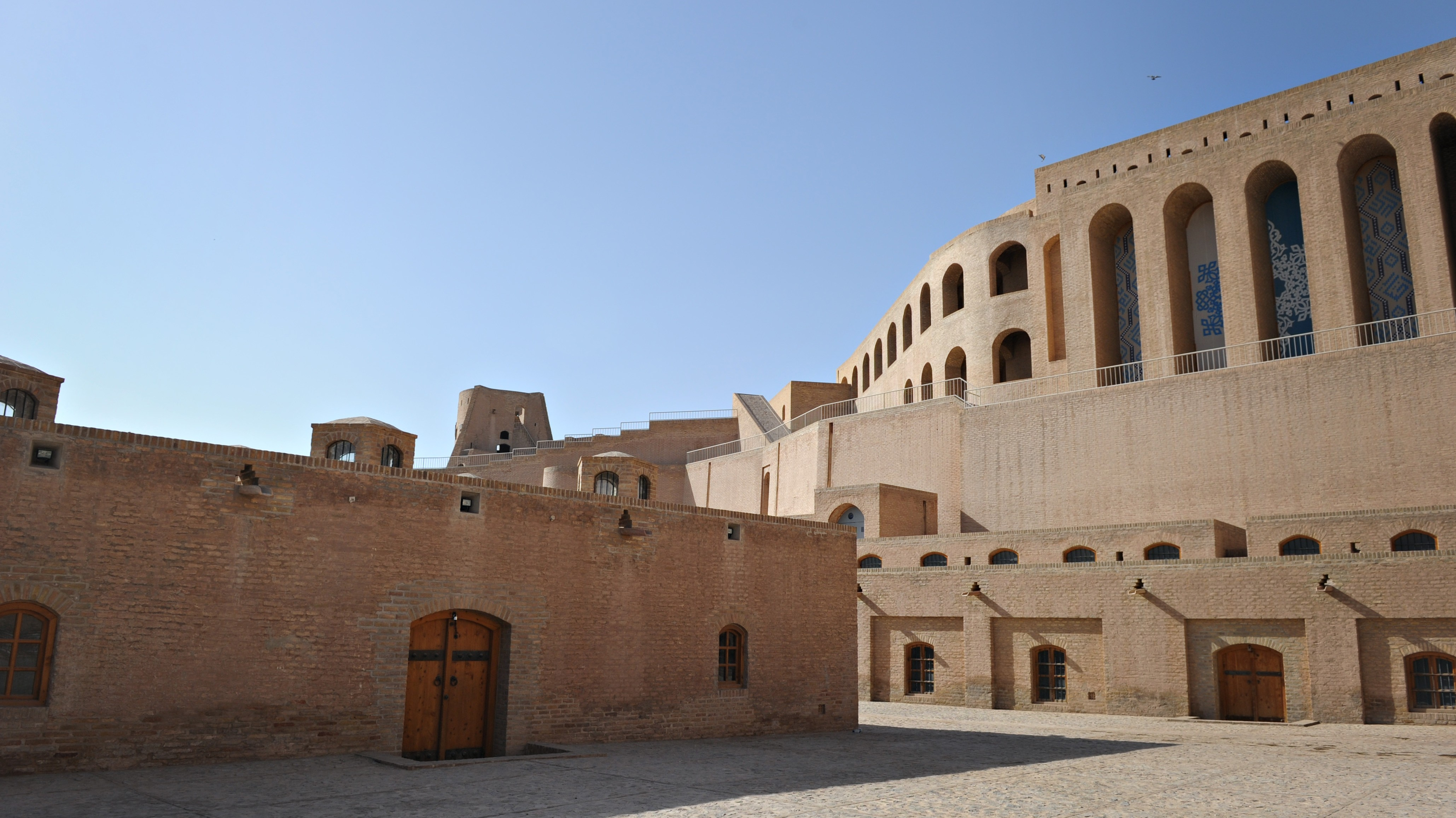
Гератская крепость
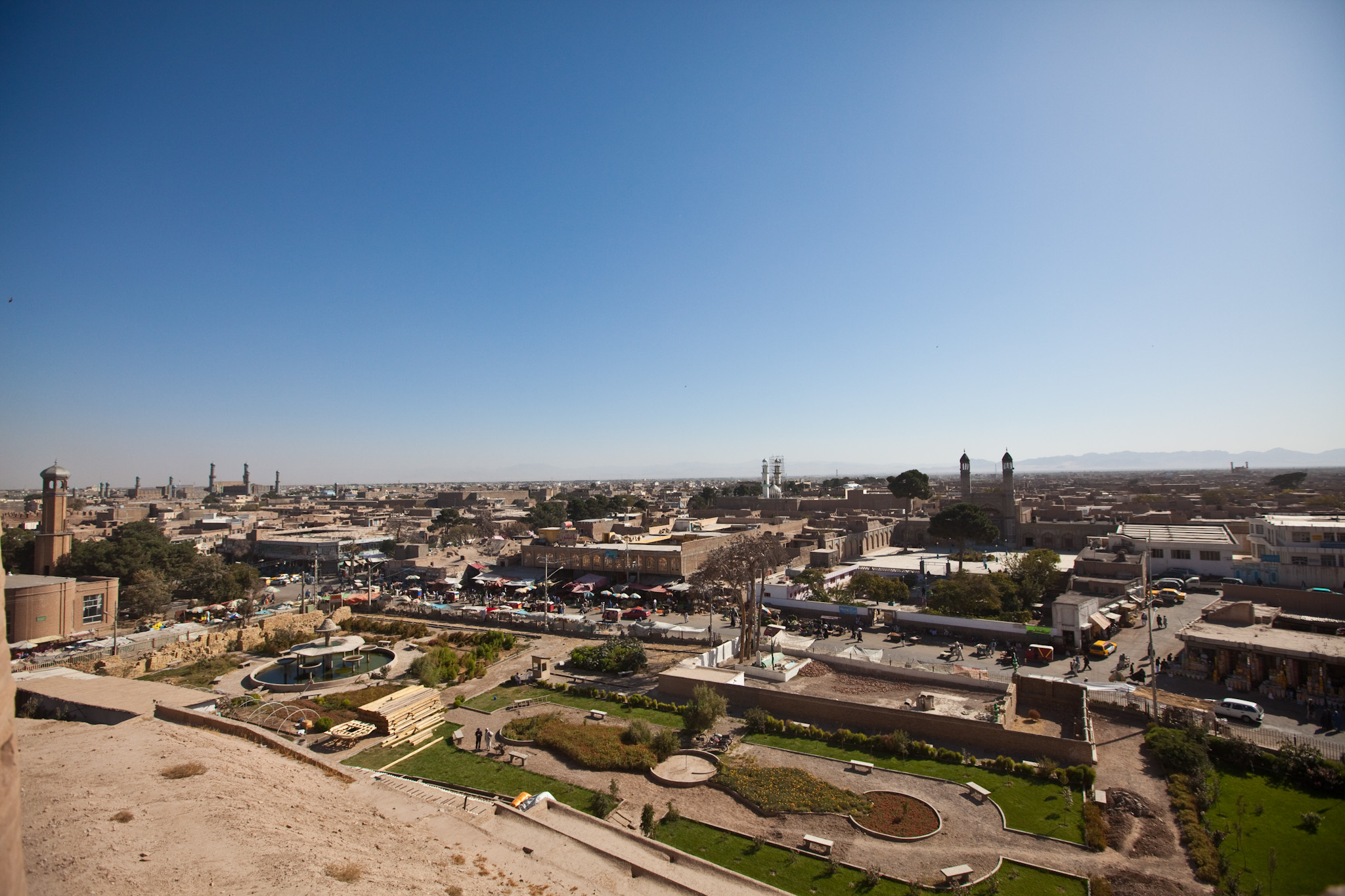
Район городской мечети
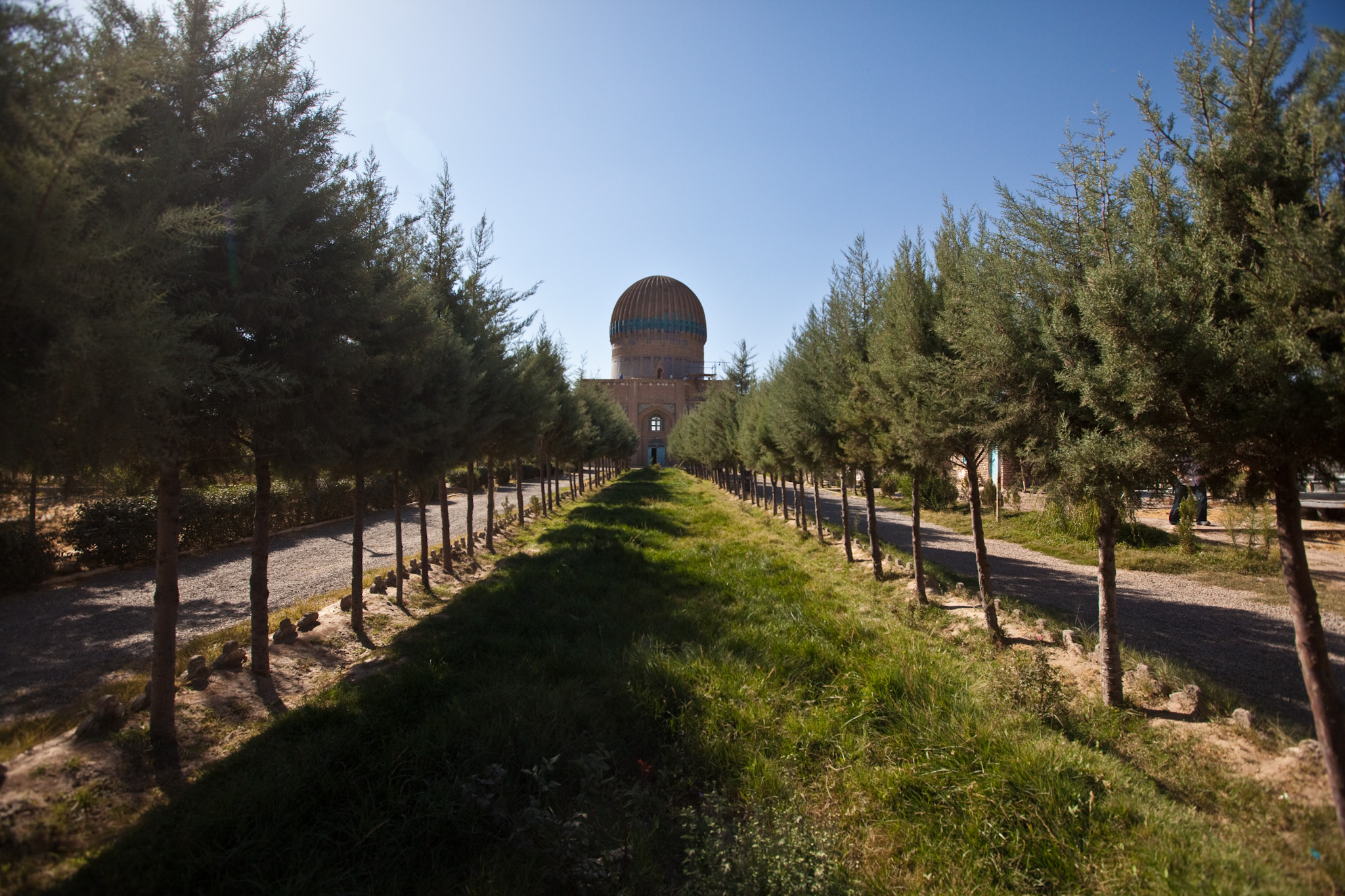
Гробница Гаухаршад бегим
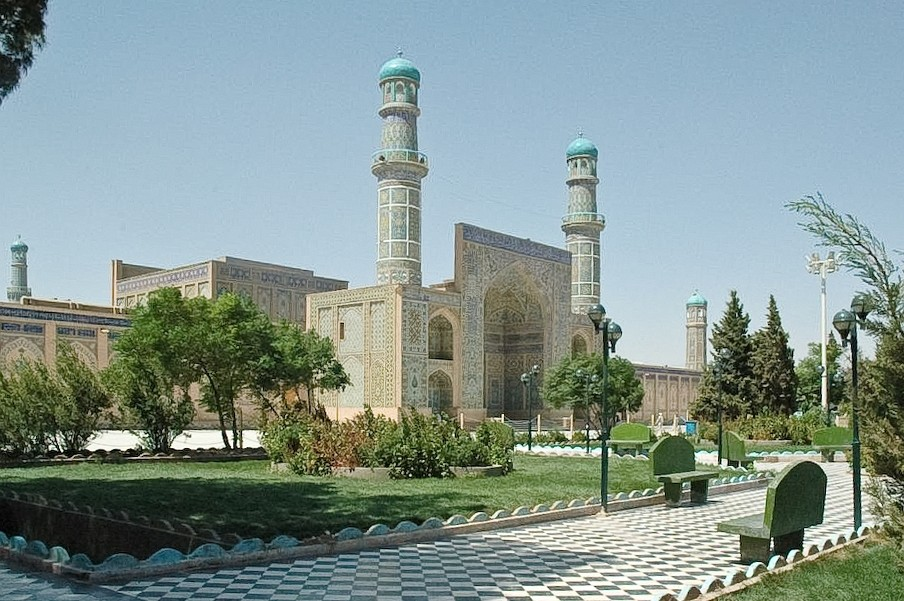
Джума-Масджид
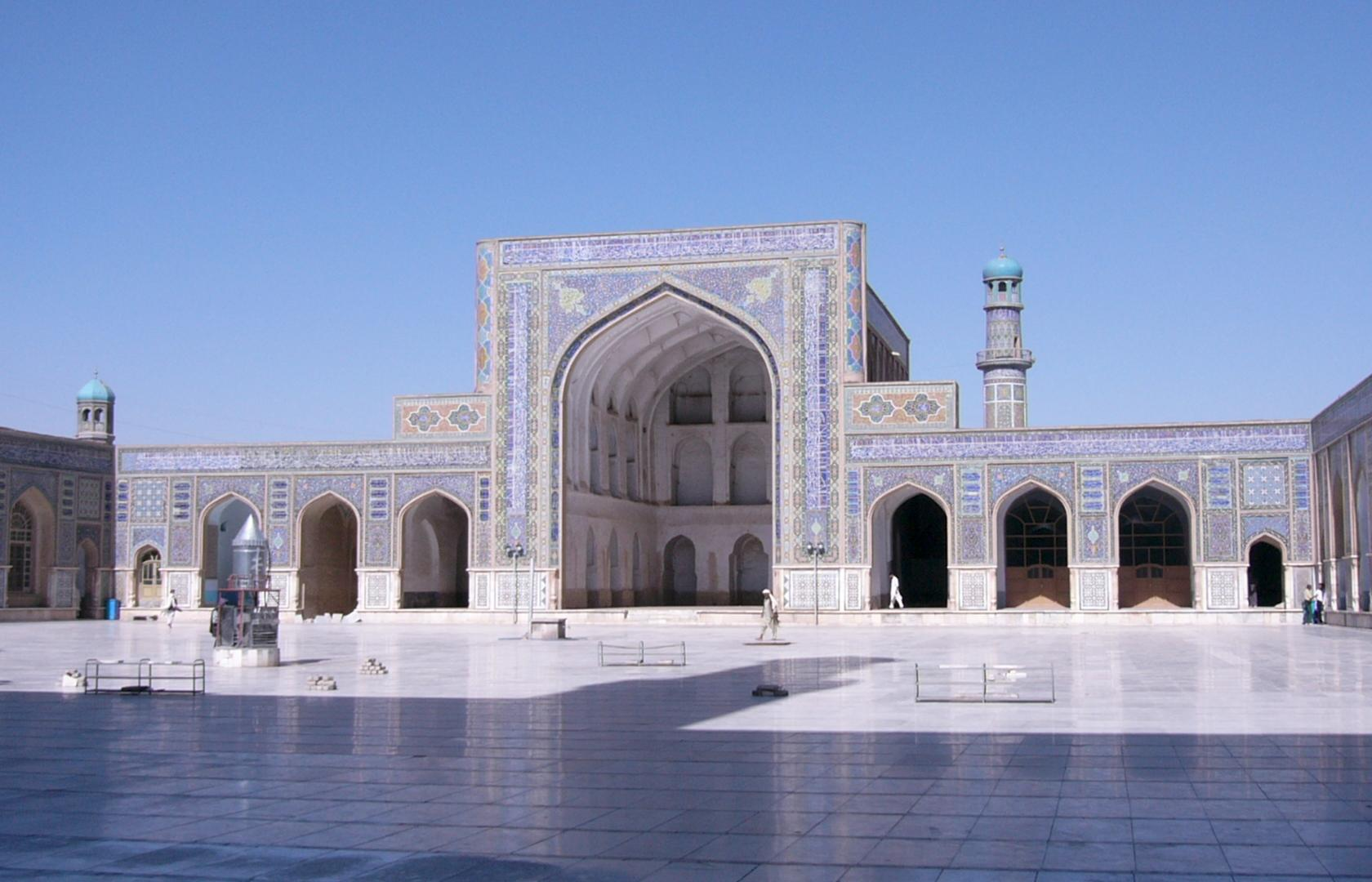
Джума-Масджид (вид с другого ракурса)

Гератский краеведческий музей

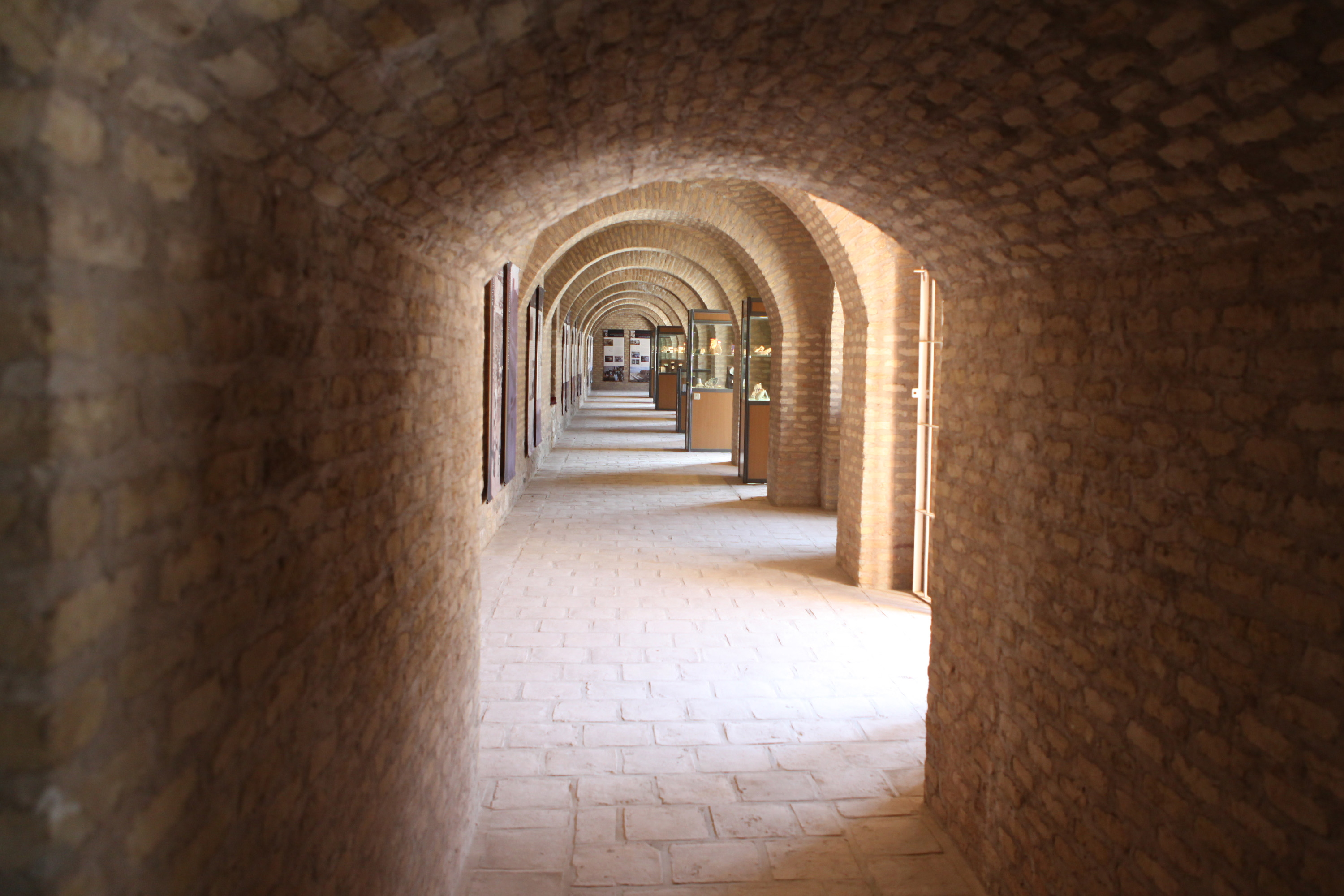
В коридорах музея
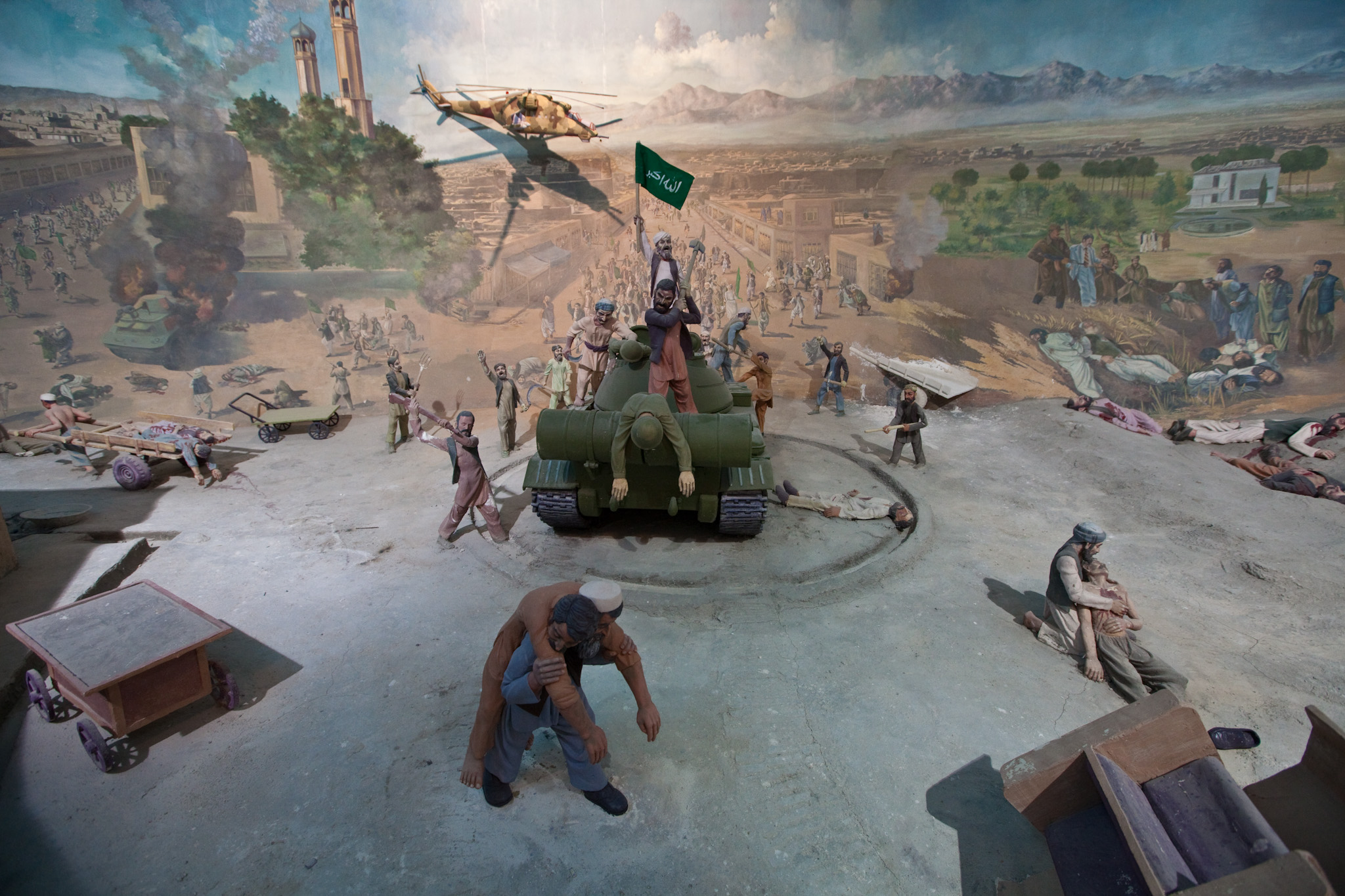
Диорама «Оборона Герата от правительственных войск»
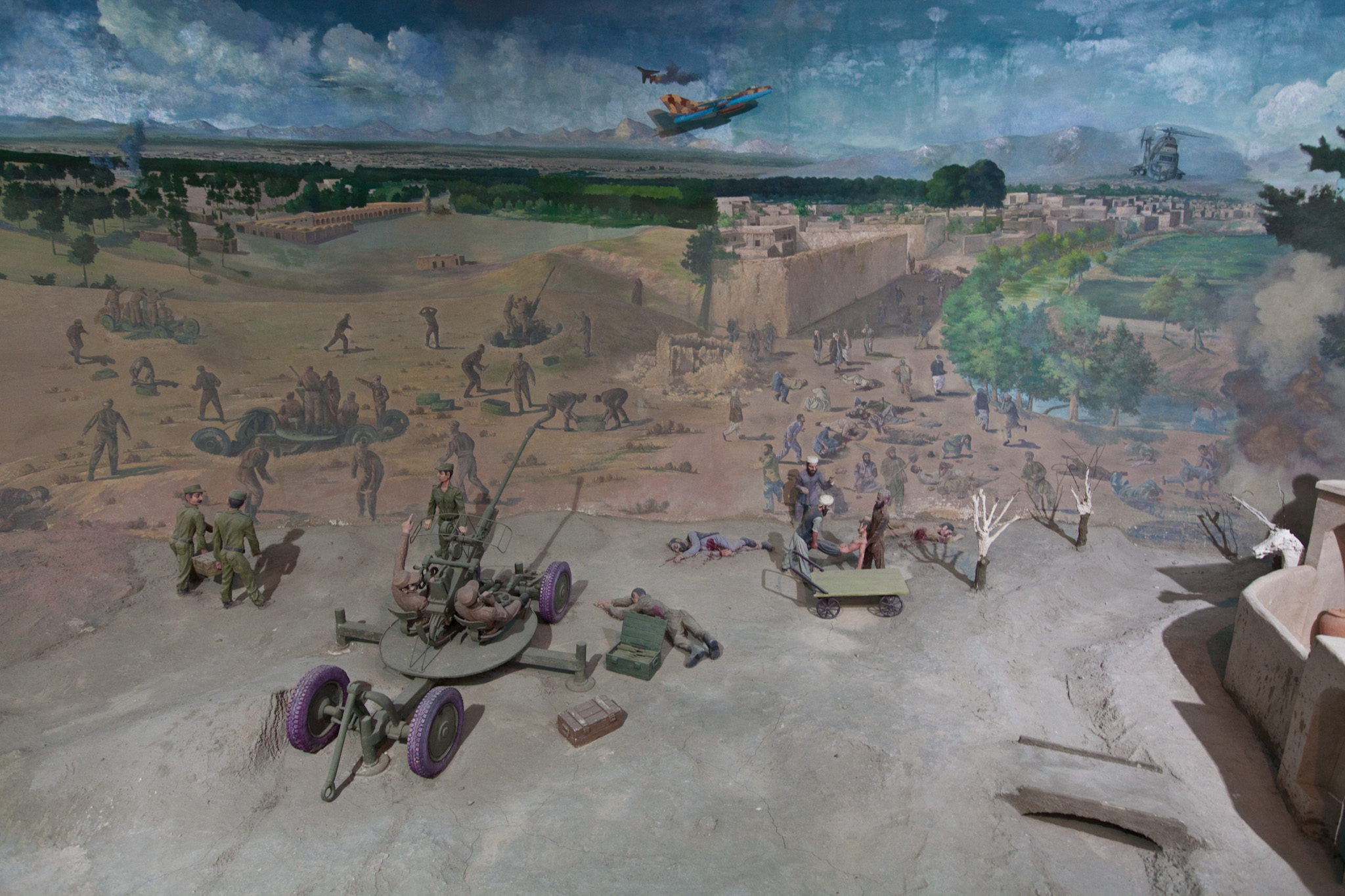
Диорама «Оборона Герата» (фрагмент)
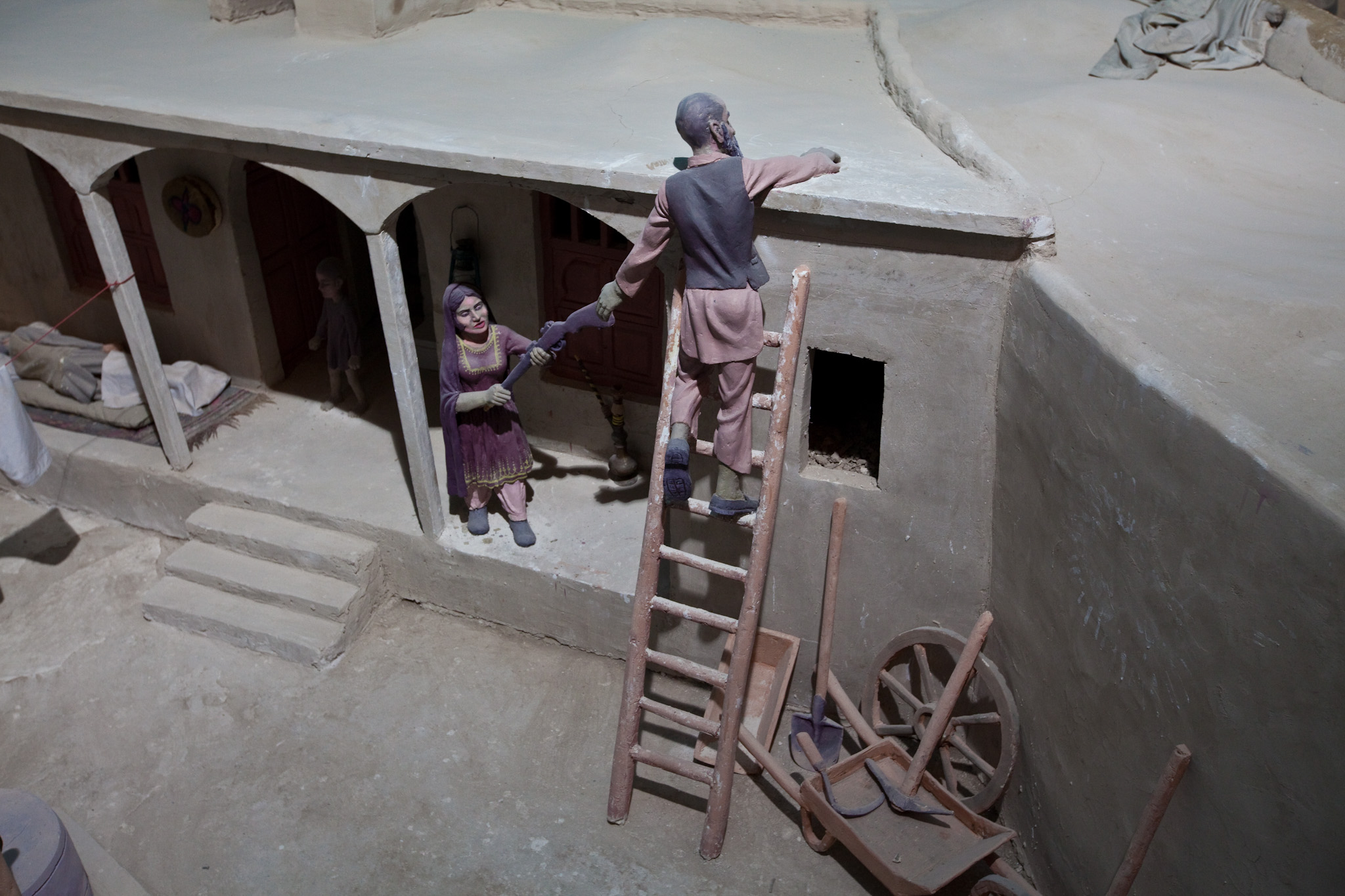
«Мирный дехканин идёт на путь джихада против неверных»
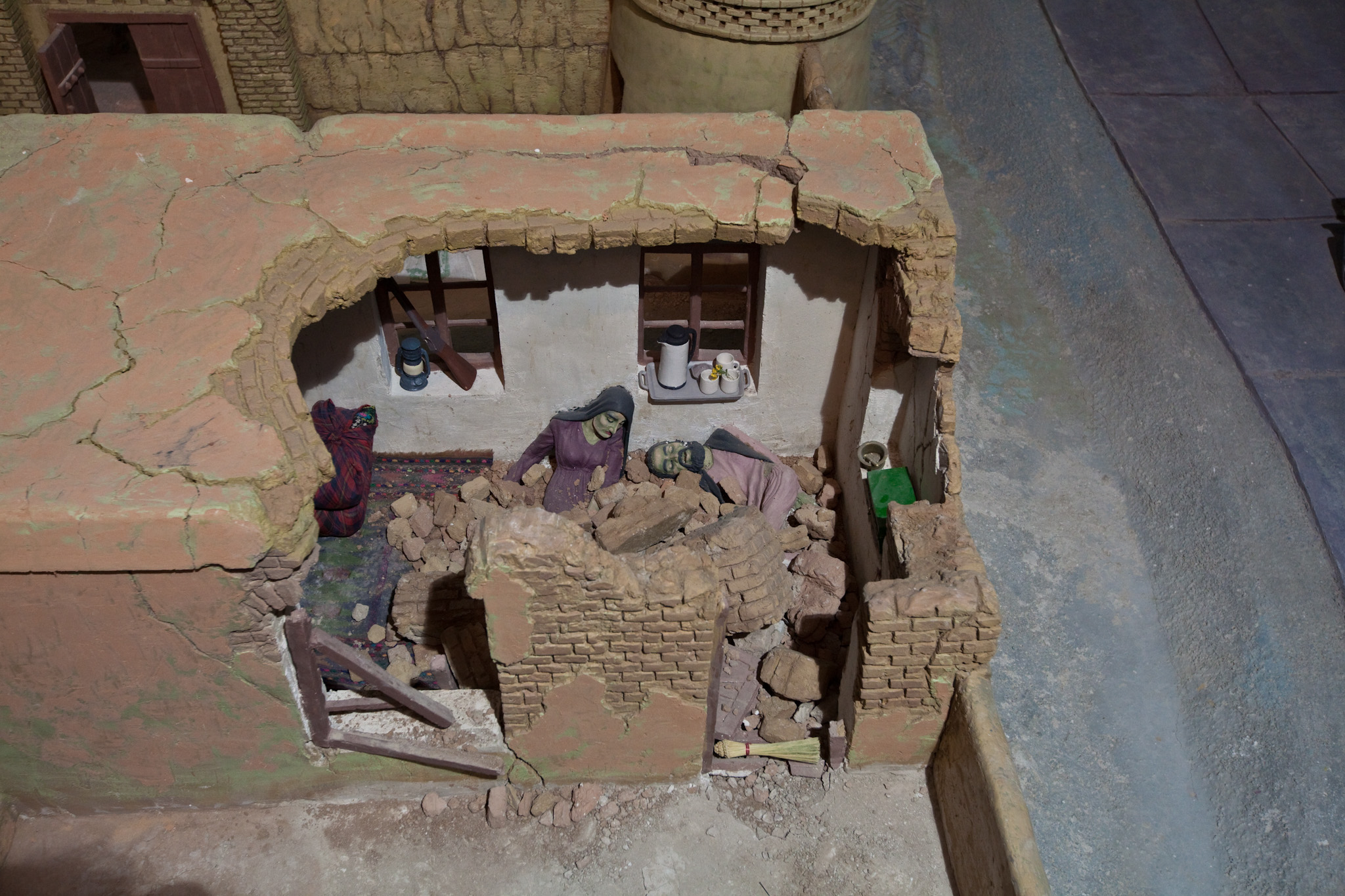
Инсталляция «Гибель моджахеда и его жены»

- Цитадель Герата. Старейшие постройки датируются временами Александра Македонского. Зубчатые стены цитадели были разрушены монголами и перестроены в XV веке; сохранились вкрапления синего кирпича, характерного для того времени. Завершённая в 2011 году реконструкция здания стала символом мирной жизни в Афганистане[10].
- Мавзолей Гаухар-шад (первая половина XV века).
- Соборная мечеть Джума-Масджид (XVI век).
- Минареты, входившие в грандиозный ансамбль Мусалла, разрушенный в 1885 году англичанами.
- Краеведческий музей, содержащий ряд произведений изобразительного искусства, посвящённых борьбе душманов против правительственных и советских войск.

## Консульские представительства
- Туркменистан: Консульство Туркменистана в Герате[11].